# سازمان تولید اسکناس و مسکوک
سازمان تولید اسکناس و مسکوک (به انگلیسی: Security Printing and Minting Organization؛ یا به‌طور مخفف: SPMO) یکی از زیرمجموعه‌های بانک مرکزی ایران است که مسئولیت طراحی، تولید و امحای اسکناس و ضرب مسکوک در ایران را با اختیار انحصاری بر عهده دارد.
در سال ۱۲۵۶ به عنوان تنها ضرابخانه ملی ایران تأسیس شد و جایگزین ضرابخانه‌های متعدد استانی شد. محل این ضرابخانه، در یک کارخانه پنبه‌سازی در شمال تهران ساخته بود و از ماشین‌آلات ساخت فرانسه استفاده می‌کرد در حالی که ساختمان اولیه توسط بلژیکی‌ها ساخته شده بود. فرانتس پچان فون پراگنبرگ، به عنوان مقام ارشد ضرابخانه اتریش، در اداره فنی ضرابخانه فعالیت داشت. در سال ۱۳۱۰، آلمانی‌ها ماشین آلات جدیدی را برای ضرابخانه فراهم کردند.
اسکناس‌های ایران تا سال ۱۳۶۱ توسط این سازمان چاپ نشد. در عوض شرکت‌های خارجی از جمله برادبری ویلکینسون و شرکاء، واترلو و پسران، شرکت یادداشت‌های بانک آمریکایی و دی لا رو وظیفهٔ چاپ اسکناس‌ها را داشتند. در سال ۱۳۹۱ کوینیگ آوند بوئر از ارائه تجهیزات فنی به این سازمان خودداری کرد.